# Dvanaest hodočasnika
Dvanaest hodočasnika (šp. Doce cuentos peregrinos) je zbirka dvanaest priča Gabrijela Garsije Markesa koje je pisao tokom 18 godina. Objavljena je 1992.